# عثمان علی‌خان
میر عثمان علی‌خان هفتمین و آخرین پادشاه از سلسله قطب‌شاهیان هند بود.
وی اهل سنت و دارای چهار دیوان به زبان فارسی است. برگزیده‌ای از اشعار وی به تصحیح علی‌محمد مؤذنی در حیدرآباد منتشر گردید.